# Daniel Feetham

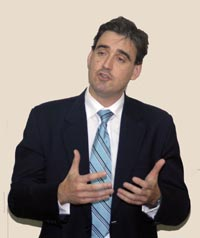
Daniel Feetham, Ministro de justicia de Gibraltar.

Daniel Feetham (Gibraltar, 26 de mayo de 1967) es un político gibraltareño. Estudió Derecho en varias universidades inglesas antes de volver a Gibraltar para ejercer la abogacía. Allí lideró el efímero Partido Laborista de Gibraltar, que después se combinó con Partido Socialdemócrata de Gibraltar.
Daniel Feetham sigue activamente implicado en la política y se le percibe como uno de los competidores para suceder a Peter Caruana como líder del Partido Socialdemócrata de Gibraltar.
Por motivos desconocidos el 2 de noviembre de 2010 Daniel Feetham recibió una puñalada en una calle céntrica de Gibraltar mientras paseaba con su familia. Fue intervenido de urgencia en el Hospital de St. Bernard y se encuentra estable y fuera de gravedad.[cita requerida] El agresor se encuentra detenido y se desconoce su identidad, a la espera de resolución judicial.[cita requerida]
- Datos: Q5217120
- Multimedia: Daniel Feetham / Q5217120